# Arabic Patriotic Songs
Arabic Patriotic Songs er en film instrueret af Ali El-Ghoul.

## Handling
Libanon og Palæstina i billeder, lyd og musik. Billeder fra Libanon, Palæstina, Vestbredden og Gaza blandet og redigeret med stemmer, lyd og musik. Sangene handler om opstand, Intifada, krige, invasioner, besættelser og kampe i Libanon. Programmet slutter efter 28 ½ minut, men lidelserne fortsætter...